# Songs from the Last Century
| 전문가 평가 | 전문가 평가 |
| 평가 점수   | 평가 점수   |
| 출처        | 점수        |
| ----------- | ----------- |
| AllMusic    | [ 1 ]       |
| BBC         | (mixed)     |
| NME         | (3/10)      |

《Songs from the Last Century》는 영국의 싱어송라이터 조지 마이클의 네 번째 스튜디오 음반으로 1999년 12월 6일, 에게 레코드와 버진 레코드가 발매했다. 필 라몬과 조지 마이클이 프로듀싱한 이 음반은 그의 유일한 커버 버전 음반이었다. 그것은 주로 오래된 재즈 스탠더드와 폴리스의 〈Roxanne〉와 U2의 〈Miss Sarajevo〉와 루치아노 파바로티의 브라이언 이노와 같은 최근의 인기곡의 새로운 해석으로 구성되어 있다. 〈Roxanne〉은 영국을 제외한 다른 나라들에서 싱글로 발매되었다.

## 배경
이 음반은 마이클의 전체 솔로 카탈로그에서 유일하게 영국 음반 차트에서 1위에 오르지 못했으며 대신 2위에 올랐다. 그것은 샤니아 트웨인의 《Come on Over》에 의해 1위 자리를 지켰다.
이른바 레드 디스트릭트라고 불리는 암스테르담에서 진짜 길거리에서 살아가는 배우들이 아닌 일반인들을 이용해 〈Roxanne〉 뮤직 비디오가 촬영됐다.
마이클이 이탈리아 테너 루치아노 파바로티와 함께 그의 유명한 "파바로티와 친구들" 라이브 쇼에서 부른 〈Brother, You Save a Dime?〉의 또 다른 버전이 존재한다. 이 버전은 마이클의 2006년 히트 음반인 《Twenty Five》의 한정판에 포함되어 있다.

## 곡 목록
| #   | 제목                                              | 작사·작곡                                                     | 재생 시간 |
| --- | ------------------------------------------------- | ------------------------------------------------------------- | --------- |
| 1.  | 〈Brother, Can You Spare a Dime?〉                | 이프 하버그, 제이 고니                                        | 4:22      |
| 2.  | 〈Roxanne〉                                       | 스팅                                                          | 4:11      |
| 3.  | 〈You've Changed〉                                | 빌 캐리, 칼 피셔                                              | 4:25      |
| 4.  | 〈My Baby Just Cares for Me〉                     | 거스 칸, 월터 도널드슨                                        | 1:45      |
| 5.  | 〈The First Time Ever I Saw Your Face〉           | 이완 맥콜                                                     | 5:19      |
| 6.  | 〈Miss Sarajevo〉                                 | 아담 클레이튼, 브라이언 이노, 디 에지, 래리 멀런 주니어, 보노 | 5:11      |
| 7.  | 〈I Remember You〉                                | 조니 머서, 빅터 쉐트징거                                      | 4:12      |
| 8.  | 〈Secret Love〉                                   | 폴 프랜시스 웹스터, 새미 페인                                 | 2:39      |
| 9.  | 〈Wild Is the Wind〉                              | 디미트리 티옴킨, 네드 워싱턴                                  | 4:02      |
| 10. | 〈Where or When / It's All Right with Me (기악)〉 | 리처드 로저스, 로렌츠 하트 / 콜 포터                          | 7:00      |

## 인증
| 국가                                                  | 인증        | 판매량/출하량 |
| ----------------------------------------------------- | ----------- | ------------- |
| 오스트레일리아 (ARIA)                                 | 골드        | 35,000^       |
| 벨기에 (BEA)                                          | 플래티넘    | 50,000*       |
| 캐나다 (뮤직 캐나다)                                  | 골드        | 50,000^       |
| 프랑스 (SNEP)                                         | 2× 골드     | 200,000*      |
| 독일 (BVMI)                                           | 골드        | 150,000^      |
| 뉴질랜드 (RMNZ)                                       | 플래티넘    | 15,000^       |
| 스페인 (PROMUSICAE)                                   | 플래티넘    | 100,000^      |
| 스위스 (IFPI 스위스)                                  | 골드        | 25,000^       |
| 영국 (BPI)                                            | 2× 플래티넘 | 600,000       |
| 미국                                                  | —           | 152,000       |
| 요약                                                  |             |               |
| 유럽 (IFPI)                                           | 2× 플래티넘 | 2,000,000*    |
| 전 세계                                               | —           | 3,600,000     |
| *판매량을 기반으로 한 인증 ^출하량을 기반으로 한 인증 |             |               |